# Basketballclub Winterthur
Il B.C. Winterthur è una squadra svizzera di pallacanestro con sede a Winterthur, nel Canton Zurigo.
Fondata nel 2013 conquista la promozione in LNBA nel 2015. Nella sua prima stagione chiude all'ultimo posto con una sola gara vinta.

## Roster

### 2017/2018
|    | Naz.                                    | Ruolo | Sportivo                 | Anno | Alt. |  |  |
| -- | --------------------------------------- | ----- | ------------------------ | ---- | ---- |  |  |
| 1  | Germania (bandiera)                     | PG    | Jona Hoffmann            | 1998 | 192  |  |  |
| 3  | Svizzera (bandiera)                     | AG    | Jevyi Miavivululu        | 1990 | 201  |  |  |
| 4  | Stati Uniti (bandiera)                  | AC    | Alex Welsh               | 1994 | 204  |  |  |
| 5  | Svizzera (bandiera)                     | G     | Cristian Henrici         | 1997 | 187  |  |  |
| 6  | Svizzera (bandiera)                     | A     | Mathias Gredy            | 1993 | 192  |  |  |
| 11 | Svizzera (bandiera)                     | A     | Leroy Oppliger           | 1999 | 191  |  |  |
| 12 | Svizzera (bandiera)                     | GA    | Nicolas Hullinger        | 2001 | 190  |  |  |
| 13 | Spagna (bandiera) · Svizzera (bandiera) | GA    | Yonedys Ramirez-Ferreras | 1999 | 194  |  |  |
| 23 | Serbia (bandiera) · Svizzera (bandiera) | GA    | Nikola Stevanović        | 1992 | 195  |  |  |
| 25 | Svizzera (bandiera)                     | P     | Leonard Marchand         | 1991 | 180  |  |  |
| 42 | Stati Uniti (bandiera)                  | C     | Samuel Downey            | 1994 | 206  |  |  |
|    | Stati Uniti (bandiera)                  | PG    | Ricky Price              | 1993 | 180  |  |  |
|    | Svizzera (bandiera)                     | GA    | Leo Schittenhelm         | 1994 | 194  |  |  |

- Allenatore: Mitar Trivunović
- Vice-allenatore: Werling Christian
- Vice-allenatore: Roger Keller

## Allenatori

### Sezione maschile
- 2009-2017:  Daniel Rašljić
- 2017-2018:  Mitar Trivunović
- 2018-2019:  Luka Stiplosek
- 2019-2021:   Aner Levron
- 2021-2022:  Giuseppe Caboni
- 2022-:  Daniel Rašljić

### Sezione femminile
- 2009-2017:  Daniel Rašljić
- 2017-2018:  Mitar Trivunović
- 2018-2021:  Daniel Rašljić
- 2021: : Valter Montini
- 2021-2022:  Daniel Rašljić
- 2022-:   Aner Levron